# Garbage in, garbage out
Garbage in, garbage out (met als afkorting GIGO, als een woordspeling op de term FIFO First In, First Out) is een uitdrukking uit de informatica en Informatietechnologie. "Garbage in, garbage out" is een uitdrukking die wordt gebruikt om mensen er op te wijzen dat software en regelsystemen alleen maar zinnige informatie kunnen leveren wanneer zij met juiste informatie worden gevoed. Een computersysteem kan nog zo intelligent zijn, wanneer het met onjuiste gegevens wordt gevoed, zal het met zekerheid een onzinnig resultaat genereren.
Tegenwoordig wordt de uitdrukking ook veel gebruikt voor diverse niet-technische aangelegenheden, bijvoorbeeld bij beleidsbeslissingen die tot stand zijn gekomen op basis van onjuiste gegevens.